# 北北問題
北北問題（ほくほくもんだい）とは、1990年代以降顕著になった、先進国とされる国の間での経済格差の問題。

## 概要
もともと南北問題とは、北半球に集中する先進国と南半球に多い開発途上国の間における経済格差の問題を指して使われていた言葉である。しかし1990年代以降、先進国の経済状況も次第に分化し、従来裕福と言われてきた北半球の国々の間でも経済格差が生まれたことから、こう呼ばれ、おもに先進諸国間の問題として扱われるようになった。

## 歴史
1980年代、アメリカは経済のグローバル化を推し進め、EC（現EU）諸国と協調し、日本に市場開放を迫った。すでにアメリカはOAS、NAFTAなどの協定により自由貿易を推進させており、ヨーロッパ諸国もEEC、EFTAという経済連合を実現していた。これに加えてソ連の崩壊により冷戦が一応の収束を見せると、グローバル経済はいっそうの拡大を見せることになった。
しかし、世界的な商業の連携、いわゆる世界の一体化により同じ北半球の先進国であっても経済格差が生まれることとなった。ソ連崩壊によりロシアでは深刻なインフレーションが発生、ドイツでは東西統一による経済混乱により、経済は低迷した。日本においてもバブル崩壊による経済の低迷が深刻化した。ただし、こうした先進国の経済状況は比較しても上位が入れ替わっているだけであり、国の格差が拡大していると読み取れるかどうかは難しい。21世紀に入ってからの目覚ましい変化は、BRICSとも呼ばれる中国やインドなど新興国の躍進である。
21世紀になって経済のグローバル化がますます進むとした場合、こうした先進国の中でもごく一部の国、もしくは多国籍企業のみが利潤を独占するのではないかという危惧から、北北問題という概念が生まれている。ただ、この言葉はまだ歴史が新しく今後定義や解釈が変化する可能性を秘めている。例えば北半球という括りで言えばボスニア・ヘルツェゴビナやクロアチア、ウクライナなどの古い国家体制から独立したばかりの国と先進国との経済格差、とも取れるからである。どちらかと言えば反グローバル化を唱える人々によって用いられる用語と言える。